# Patriotes d'Ukraine
Patriotes d'Ukraine (en ukrainien : Патріо́т Украї́ни, translittération : Patriot Ukrayiny) est une organisation paramilitaire ultranationaliste ukrainienne, relancée en 2005 par Andriy Biletsky. Le groupe sert de vivier pour le lancement du régiment Azov, en 2014.

## Histoire
Elle a été créée à Lviv, par le Parti social-nationaliste d'Ukraine, dirigé par Oleh Tyahnybok. L'organisation paramilitaire est officiellement dissoute 14 février 2004, lorsque le Parti social-nationaliste d'Ukraine prend le nouveau nom de Svoboda,,.
Le parti est relancé en 2005,. Si le parti a officiellement rompu ses liens avec ce groupe en 2007 en raison de divergences, ils restent liés l'un à l'autre de façon non officielle,,.
Pendant les manifestations de l'Euromaïdan, des militants des Patriotes d'Ukraine étaient des participants actifs aux accrochages avec la police anti-émeute. D'après Igor Krivoruchko, un des dirigeants de la branche de Kiev de l'Assemblée sociale-nationale, le 18 février 2014, ils brûlent les bureaux du parti au pouvoir, le Parti des régions, à Kiev,.
En 2014, le régiment Azov s'est constitué principalement à partir des membres de Patriotes d'Ukraine, qui appelle notamment à une croisade chrétienne contre les juifs et les autres minorités qu'ils considèrent comme des « sous-hommes ». Andriy Biletsky déclara : « La mission historique de notre nation dans ce moment critique est d'amener les races blanches du monde dans une croisade finale pour leur survie […] Une croisade contre les Sionistes ».

## Idéologie
Les Patriotes d'Ukraine ont promu une plateforme nationaliste extrême, raciste, islamophobe et néonazie,,,,, comprenant, :
- Violence politique[18],[21]
- Racisme[14],[16],[17]
- Néonazisme[15],[17]
- Nationocratie
- Racialisme
- Aryanisme (en)
- Antilibéralisme et rejet de la démocratie
- Antimondialisme
- Antisionisme
- Anti-Islam
- Action directe
- Solidarité nationale
- Hiérarchie nationale
- Le fuhrerisme comme principe de direction
- Obéissance et dévotion personnelle au dirigeant national
- Grande Ukraine, c'est-à-dire la création du troisième empire ukrainien (après la Scythie et la Rus' de Kiev), de la Baltique au Caucase.